# Железничка станица Кос
Железничка станица Кос је једна од железничких станица на прузи Београд—Бар. Налази се насељу Кос у општини Колашин. Пруга се наставља у једном смеру ка Требешици и у другом према Колашину. Железничка станица Кос састоји се из 3 колосека.

## Повезивање линија
- Пруга Београд—Бар